# Solängets travbana
Solängets travbana är en travbana belägen i Svedjeholmen, 8 kilometer sydväst om centrala Örnsköldsvik i Västernorrlands län.

## Om banan
Solängets Travsällskap kunde öppna sin bana den 2 mars 1952. Travbanan räknas till de så kallade landsortsbanorna och har cirka 20 tävlingsdagar per år, varav huvuddelen är under sommarhalvåret. Solänget arrangerar även V65 och V75 vid ett par tillfällen per år, med travloppet Silverörnen som höjdpunkt. Loppet har körts sedan år 1967 och bland segrarna finns bland annat Zoogin, Hilda Zonett, Victory Tilly, Nahar och Dreammoko. Här körs också Säterbests Minne för kallblodiga hästar.
Banan har fem professionella travtränare som har Solänget som hemmabana (2019). De mest framgångsrika är Susanne H. Osterling och Björn Karlsson.